# گیلرمو دلگادو (بازیکن فوتبال، زاده ۱۹۹۴)
گیلرمو دلگادو (انگلیسی: Guillermo Delgado؛ زادهٔ ۸ ژوئیهٔ ۱۹۹۴) بازیکن فوتبال اهل اسپانیا است.
از باشگاه‌هایی که در آن بازی کرده‌است می‌توان به باشگاه فوتبال سیاتل ساندرز اشاره کرد.